# Danny Stassar
Danny Stassar (Heerlen, 19 september 1997) is een Nederlands voetballer die als verdediger speelt.

## Carrière
Danny Stassar speelde in de jeugdopleidingen van RKSV Groene Ster en Roda JC Kerkrade. Hij maakte zijn debuut voor Roda JC op 9 december 2016, in de met 2-0 verloren uitwedstrijd tegen FC Groningen. Hij kwam in de 90+1e minuut in het veld voor Daryl Werker. In 2017 keerde hij terug bij RKSV Groene Ster.

### Statistieken
| Seizoen                        | Club             | Land           | Competitie     | Competitie | Competitie | Beker | Beker | Totaal | Totaal |
| Seizoen                        | Club             | Land           | Competitie     | Wed.       | Dlp.       | Wed.  | Dlp.  | Wed.   | Dlp.   |
| ------------------------------ | ---------------- | -------------- | -------------- | ---------- | ---------- | ----- | ----- | ------ | ------ |
| 2016/17                        | Roda JC Kerkrade | Nederland      | Eredivisie     | 1          | 0          | 0     | 0     | 1      | 0      |
| Carrièretotaal                 | Carrièretotaal   | Carrièretotaal | Carrièretotaal | 1          | 0          | 0     | 0     | 1      | 0      |
| Bijgewerkt op 25 februari 2017 |                  |                |                |            |            |       |       |        |        |